# 彼得·拉维奥莱特
彼得·拉维奥莱特（英語：Peter Laviolette，1964年12月7日—），美国男子冰球运动员。他曾代表美国国家队参加1988年和1994年冬季奥林匹克运动会冰球比赛，分别获得第七名和第八名。